# Vòng loại Giải vô địch bóng đá thế giới 1974 – Khu vực châu Á và châu Đại Dương
Dưới đây là các ngày thi đấu và kết quả của vòng loại Giải vô địch bóng đá thế giới 1974 – Khu vực châu Á và châu Đại Dương (AFC và OFC). Để có cái nhìn tổng quan về các vòng loại, hãy xem bài viết Vòng loại Giải vô địch bóng đá thế giới 1974.
Ấn Độ, Sri Lanka và Philippines đã rút lui trước khi các trận đấu diễn ra. 15 đội còn lại được chia thành 2 khu vực, dựa trên yếu tố địa lý và chính trị, cụ thể như sau:

## Thể thức thi đấu
- Khu vực A có 7 đội (các đội Đông Á, cộng thêm Israel). Tất cả các trận đấu được tổ chức tại Hàn Quốc. Có 4 vòng thi đấu:
  - Vòng sơ loại: Tất cả các đội, trừ chủ nhà Hàn Quốc, sẽ được bắt cặp để thi đấu sơ bộ nhằm xác định chia bảng.
  - Vòng bảng: Dựa trên kết quả phân loại, 7 đội được chia thành 2 bảng (Bảng A1: 3 đội, Bảng A2: 4 đội). Các đội thi đấu vòng tròn một lượt. Đội nhất và nhì mỗi bảng sẽ vào bán kết.
  - Bán kết: Nhất bảng A1 gặp Nhì bảng A2, Nhất bảng A2 gặp Nhì bảng A1. Các cặp đấu này chỉ đá một trận loại trực tiếp. Hai đội thắng sẽ vào chung kết khu vực.
  - Chung kết khu vực A: Hai đội thắng bán kết sẽ đấu một trận duy nhất, đội thắng sẽ lọt vào Vòng cuối cùng.

- Khu vực B có 8 đội (các đội Tây Á và châu Đại Dương, cộng thêm Indonesia và Triều Tiên). Có 2 vòng thi đấu:

- - Vòng bảng: 8 đội chia thành 2 bảng, mỗi bảng 4 đội (Bảng B1 thi đấu tại Úc và New Zealand, Bảng B2 thi đấu tại Iran). Các đội thi đấu vòng tròn 2 lượt (lượt đi và lượt về). Đội nhất bảng mỗi bảng vào chung kết khu vực.
  - Chung kết khu vực B: Hai đội nhất bảng thi đấu 2 lượt (sân nhà và sân khách). Đội thắng sẽ vào Vòng cuối cùng.

Hai đội vô địch Khu vực A và Khu vực B sẽ thi đấu 2 lượt (sân nhà – sân khách) để xác định đội giành quyền tham dự  Vòng chung kết Giải vô địch bóng đá thế giới 1974.

## Khu vực A
- Tất cả các trận đấu được tổ chức tại Seoul, Hàn Quốc.

### Vòng phân loại
| Việt Nam Cộng hòa     | 1–0 | Thái Lan |
| --------------------- | --- | -------- |
| Meelarpkit 83' (l.n.) |     |          |

| Israel        | 2–1    | Nhật Bản     |
| ------------- | ------ | ------------ |
| Onana 5', 61' | Report | Hirasawa 28' |

| Hồng Kông       | 1–0    | Malaysia |
| --------------- | ------ | -------- |
| Lo Hung Hoi 53' | Report |          |

### Vòng bảng

#### Bảng A1
| VT | Đội               | ST | T | H | B | BT | BB | HS | Đ | Giành quyền tham dự |  |   |     |     |
| -- | ----------------- | -- | - | - | - | -- | -- | -- | - | ------------------- |  | - | --- | --- |
| 1  | Hồng Kông         | 2  | 2 | 0 | 0 | 2  | 0  | +2 | 4 | Bán kết khu vực     |  | — | 1–0 | 1–0 |
| 2  | Nhật Bản          | 2  | 1 | 0 | 1 | 4  | 1  | +3 | 2 | Bán kết khu vực     |  | — | —   | 4–0 |
| 3  | Việt Nam Cộng hòa | 2  | 0 | 0 | 2 | 0  | 5  | −5 | 0 |                     |  | — | —   | —   |

| Nhật Bản                                       | 4–0 | Việt Nam Cộng hòa |
| ---------------------------------------------- | --- | ----------------- |
| Kamamoto 6', 86' · Mori 19' · Quang 54' (l.n.) |     |                   |

| Hồng Kông        | 1–0    | Nhật Bản |
| ---------------- | ------ | -------- |
| Kwok Ka Ming 83' | Report |          |

| Hồng Kông         | 1–0 | Việt Nam Cộng hòa |
| ----------------- | --- | ----------------- |
| Yuen Kuen Chu 68' |     |                   |

#### Bảng A2
| VT | Đội      | ST | T | H | B | BT | BB | HS  | Đ | Giành quyền tham dự |   |     |   |     |     |
| -- | -------- | -- | - | - | - | -- | -- | --- | - | ------------------- | - | --- | - | --- | --- |
| 1  | Israel   | 3  | 2 | 1 | 0 | 9  | 0  | +9  | 5 | Bán kết khu vực     |   | —   | — | 3–0 | 6–0 |
| 2  | Hàn Quốc | 3  | 1 | 2 | 0 | 4  | 0  | +4  | 4 | Bán kết khu vực     |   | 0–0 | — | 0–0 | 4–0 |
| 3  | Malaysia | 3  | 1 | 1 | 1 | 2  | 3  | −1  | 3 |                     |   | —   | — | —   | 2–0 |
| 4  | Thái Lan | 3  | 0 | 0 | 3 | 0  | 12 | −12 | 0 |                     | — | —   | — | —   |     |

| Israel                             | 3–0    | Malaysia |
| ---------------------------------- | ------ | -------- |
| Farkash 50' · Shum 62' · Onana 82' | Report |          |

| Hàn Quốc                                                     | 4–0    | Thái Lan |
| ------------------------------------------------------------ | ------ | -------- |
| Kim Jae-han 52' · Cha Bum-kun 60' · Chung Kyu-poong 79', 84' | Report |          |

| Hàn Quốc | 0–0    | Malaysia |
| -------- | ------ | -------- |
|          | Report |          |

| Israel                                                           | 6–0    | Thái Lan |
| ---------------------------------------------------------------- | ------ | -------- |
| Borba 12' · Spiegler 62' · Shum 69' · Rozen 73', 84' · Onana 78' | Report |          |

| Hàn Quốc | 0–0    | Israel |
| -------- | ------ | ------ |
|          | Report |        |

| Malaysia                 | 2–0    | Thái Lan |
| ------------------------ | ------ | -------- |
| Abdullah 70' · Jusoh 89' | Report |          |

### Bán kết
| Hồng Kông        | 1–3    | Hàn Quốc                                                 |
| ---------------- | ------ | -------------------------------------------------------- |
| Yuen Kuen Chu 5' | Report | Kim Jae-han 45' · Park Yi-chun 52' · Chung Kyu-poong 72' |

| Israel     | 1–0 (a.e.t.) | Nhật Bản |
| ---------- | ------------ | -------- |
| Onana 110' | Report       |          |

### Chung kết
| Hàn Quốc         | 1–0 (a.e.t.) | Israel |
| ---------------- | ------------ | ------ |
| Cha Bum-kun 109' | Report       |        |

## Khu vực B

### Vòng bảng

#### Bảng B1
- Tất cả các trận đấu tổ chức tại Úc được thi đấu theo thể thức vòng tròn hai lượt (ngoại trừ lượt đi trận New Zealand – Úc).

| VT | Đội         | ST | T | H | B | BT | BB | HS | Đ | Giành quyền tham dự |     |     |     |     |     |
| -- | ----------- | -- | - | - | - | -- | -- | -- | - | ------------------- | --- | --- | --- | --- | --- |
| 1  | Úc          | 6  | 3 | 3 | 0 | 15 | 6  | +9 | 9 | Chung kết khu vực   |     | —   | 3–1 | 2–1 | 3–3 |
| 2  | Iraq        | 6  | 3 | 2 | 1 | 11 | 6  | +5 | 8 |                     |     | 0–0 | —   | 1–1 | 2–0 |
| 3  | Indonesia   | 6  | 1 | 2 | 3 | 6  | 13 | −7 | 4 |                     | 0–6 | 2–3 | —   | 1–0 |     |
| 4  | New Zealand | 6  | 0 | 3 | 3 | 5  | 12 | −7 | 3 |                     | 1–1 | 0–4 | 1–1 | —   |     |

| New Zealand | 1–1    | Úc           |
| ----------- | ------ | ------------ |
| Turner 57'  | Report | Campbell 85' |

| Indonesia      | 1–1    | New Zealand |
| -------------- | ------ | ----------- |
| Panggabean 13' | Report | Vest 74'    |

| Úc                             | 3–1    | Iraq      |
| ------------------------------ | ------ | --------- |
| Richards 49' · Alston 80', 85' | Report | Nouri 89' |

| Iraq                   | 2–0    | New Zealand |
| ---------------------- | ------ | ----------- |
| Rashid 10' · Hatim 40' | Report |             |

| Úc                        | 2–1    | Indonesia        |
| ------------------------- | ------ | ---------------- |
| Campbell 23' · Alston 42' | Report | Iswadi Idris 36' |

| Iraq       | 1–1    | Indonesia        |
| ---------- | ------ | ---------------- |
| Kadhim 23' | Report | Iswadi Idris 43' |

| Úc                                          | 3–3    | New Zealand                              |
| ------------------------------------------- | ------ | ---------------------------------------- |
| Utjesenovic 11' · Baartz 19' · Buljevic 26' | Report | Vest 10' · Tindall 50' · Hogg 86' (l.n.) |

| Úc | 0–0    | Iraq |
| -- | ------ | ---- |
|    | Report |      |

| Indonesia           | 1–0    | New Zealand |
| ------------------- | ------ | ----------- |
| Tillotson 7' (l.n.) | Report |             |

| Iraq                                     | 3–2    | Indonesia                   |
| ---------------------------------------- | ------ | --------------------------- |
| Aziz 22' (ph.đ.) · Obeid 33' · Hatim 72' | Report | Panggabean 25' · Asmara 58' |

| Iraq                            | 4–0    | New Zealand |
| ------------------------------- | ------ | ----------- |
| Hatim 4', 15', 67' · Kadhim 23' | Report |             |

| Úc                                                           | 6–0    | Indonesia |
| ------------------------------------------------------------ | ------ | --------- |
| Mackay 3', 40' · Abonyi 23', 54' · Richards 72' · Baartz 78' | Report |           |

#### Bảng B2
- Tất cả các trận đấu tổ chức tại Tehran, Iran được thi đấu theo thể thức vòng tròn hai lượt.

| VT | Đội               | ST | T | H | B | BT | BB | HS | Đ | Giành quyền tham dự |     |     |     |     |     |
| -- | ----------------- | -- | - | - | - | -- | -- | -- | - | ------------------- | --- | --- | --- | --- | --- |
| 1  | Iran              | 6  | 4 | 1 | 1 | 7  | 3  | +4 | 9 | Chung kết khu vực   |     | —   | 1–0 | 0–0 | 2–1 |
| 2  | Syria             | 6  | 3 | 1 | 2 | 6  | 6  | 0  | 7 |                     |     | 1–0 | —   | 0–3 | 2–1 |
| 3  | CHDCND Triều Tiên | 6  | 1 | 3 | 2 | 5  | 5  | 0  | 5 |                     | 1–2 | 1–1 | —   | 0–0 |     |
| 4  | Kuwait            | 6  | 1 | 1 | 4 | 4  | 8  | −4 | 3 |                     | 0–2 | 0–2 | 1–0 | —   |     |

| Syria                     | 2–1    | Kuwait          |
| ------------------------- | ------ | --------------- |
| Chahrestan 62' · Nano 65' | Report | Al Duraihem 57' |

| Iran | 0–0    | CHDCND Triều Tiên |
| ---- | ------ | ----------------- |
|      | Report |                   |

| Syria          | 1–1    | CHDCND Triều Tiên |
| -------------- | ------ | ----------------- |
| Chahrestan 71' | Report | Kim Jong-min 53'  |

| Iran                      | 2–1    | Kuwait     |
| ------------------------- | ------ | ---------- |
| Vafakhah 23' · Parvin 56' | Report | Kameel 83' |

| Kuwait | 0–0    | CHDCND Triều Tiên |
| ------ | ------ | ----------------- |
|        | Report |                   |

| Iran          | 1–0    | Syria |
| ------------- | ------ | ----- |
| Kargarjam 85' | Report |       |

| Iran                       | 2–1    | CHDCND Triều Tiên |
| -------------------------- | ------ | ----------------- |
| Monajati 19' · Sadeghi 89' | Report | Pak Sung-jin 48'  |

| Syria                     | 2–0    | Kuwait |
| ------------------------- | ------ | ------ |
| Said 18' · Chahrestan 90' | Report |        |

| CHDCND Triều Tiên                 | 3–0    | Syria |
| --------------------------------- | ------ | ----- |
| An Se-uk 30' · Ma Jung-u 39', 77' | Report |       |

| Iran                                   | 2–0    | Kuwait |
| -------------------------------------- | ------ | ------ |
| Ghelichkhani 60' (ph.đ.) · Djabari 74' | Report |        |

| Syria       | 1–0    | Iran |
| ----------- | ------ | ---- |
| Tatiche 12' | Report |      |

| Kuwait            | 2–0    | CHDCND Triều Tiên |
| ----------------- | ------ | ----------------- |
| Bo Hamad 31', 51' | Report |                   |

### Chung kết
| Úc                                   | 3–0 | Iran |
| ------------------------------------ | --- | ---- |
| Alston 43' · Abonyi 45' · Wilson 83' |     |      |

| Iran                  | 2–0 | Úc |
| --------------------- | --- | -- |
| Ghelichkhani 14', 32' |     |    |

Úc thắng với tổng tỉ số 3–2.

## Vòng cuối cùng
| Úc | 0–0 | Hàn Quốc |
| -- | --- | -------- |
|    |     |          |

| Hàn Quốc                          | 2–2 | Úc                        |
| --------------------------------- | --- | ------------------------- |
| Kim Jae-han 15' · Ko Jae-wook 27' |     | Buljevic 29' · Baartz 48' |

Úc và Hàn Quốc hòa nhau 2–2 sau hai lượt trận; một trận play-off quyết định đã được tổ chức.
| Úc         | 1–0 | Hàn Quốc |
| ---------- | --- | -------- |
| Mackay 70' |     |          |

Úc vượt qua vòng loại.

## Đội tuyển vượt qua vòng loại
Đội tuyển sau đây đã vượt qua vòng loại để giành quyền tham dự Giải vô địch bóng đá thế giới 1974.
| Đội tuyển | Tư cách vượt qua vòng loại | Ngày vượt qua vòng loại | Số lần tham dự FIFA World Cup trước đây1 |
| --------- | -------------------------- | ----------------------- | ---------------------------------------- |
| Úc        | Chiến thắng Vòng cuối cùng | 13 tháng 11 năm 1973    | 0 (lần đầu)                              |

## Cầu thủ ghi bàn
5 bàn thắng
- Sabah Hatim
- Moshe Onana

4 bàn thắng
- Adrian Alston

3 bàn thắng
- Attila Abonyi
- Ray Baartz
- Jimmy Mackay
- Parviz Ghelichkhani
- Chung Kyu-poong
- Kim Jae-han
- Joseph Chahrestan

2 bàn thắng
- Branko Buljevic
- Ernie Campbell
- Ray Richards
- Yuen Kuen Chu
- Iswadi Idris
- Sarman Panggabean
- Ali Kadhim
- Zvi Rozen
- Itzhak Shum
- Mordechai Spiegler
- Kunishige Kamamoto
- Hamad Bo Hamad
- Alan Vest
- Ma Jung-u
- Cha Bum-kun

1 bàn thắng
- Doug Utjesenovic
- Peter Wilson
- Kwok Ka Ming
- Lo Hung Hoi
- Andjas Asmara
- Ali Jabbari
- Akbar Kargarjam
- Mehdi Monajati
- Ali Parvin
- Mohammad Sadeghi
- Gholam Vafakhah
- Douglas Aziz
- Riyadh Nouri
- Bashar Rashid
- Salah Obeid
- George Borba
- Zvi Farkash
- Shusaku Hirasawa
- Koji Mori
- Ibrahim Al Duraihem
- Fathi Kameel
- Shaharuddin Abdullah
- Harun Jusoh
- Dennis Tindall
- Brian Turner
- An Se-uk
- Kim Jong-min
- Pak Sung-jin
- Ko Jae-wook
- Park Yi-chun
- Nabil Nano
- Samir Said
- Abdulghani Tatiche

1 bàn phản lưới nhà
- Bobby Hogg (trong trận gặp New Zealand)
- Maurice Tillotson (trong trận gặp Indonesia)
- Nguyễn Vinh Quang (trong trận gặp Nhật Bản)
- Supakit Meelarpkit (trong trận gặp Việt Nam Cộng hòa)